# Ophiorrhiza succirubra
Ophiorrhiza succirubra är en måreväxtart som beskrevs av George King och Joseph Dalton Hooker. Ophiorrhiza succirubra ingår i släktet Ophiorrhiza och familjen måreväxter. Inga underarter finns listade i Catalogue of Life.